# Christoph Jenisch
Christoph Jenisch (* 9. November 1967 in Frankfurt am Main) ist ein deutscher Autor, Komiker und Kabarettist.

## Leben
Jenisch wurde zunächst bekannt als Mitglied des Komiker-Duos Die Nasen von Nauru, das er mit Martin Beer seit 1991 bildet und das nach der südpazifischen Insel Nauru benannt ist. Vor seiner Karriere als Kabarettist studierte Jenisch Physik, Geschichte und Philosophie. Währenddessen arbeitete er als Theaterbeleuchter, Layouter und Buchhändler. Seit seiner Promotion in Physik im Jahr 2000 verdient Jenisch seinen Lebensunterhalt als IT-Berater. Seit 2005 ist Jenisch als Autor von Romanen (mit Martin Beer) sowie historisch-satirischen Betrachtungen über Frankfurt am Main und Hessen bekannt geworden.

## Bücher
- Herzlich wie Handkäs. Unglaubliches über die Hessen. Societäts-Verlag, Frankfurt am Main 2012, ISBN 978-3-942921-80-0.
- Buffalo Bill im Palmengarten. Und andere Frankfurter Unglaublichkeiten. Societäts-Verlag, Frankfurt am Main 2010, ISBN 978-3-7973-1218-1.
- mit Martin Beer: Sydney – Abenteuer eines arglosen Hasen. Satzwerk-Verlag, Göttingen 2005, ISBN 3-930333-56-2.
- mit Martin Beer: Ganz anders. Ein Roadmovie. Satzwerk-Verlag, Göttingen 2005, ISBN 3-930333-55-4.